# Thyridanthrax fenestratoides
Thyridanthrax fenestratoides är en tvåvingeart som först beskrevs av Daniel William Coquillett 1892.  Thyridanthrax fenestratoides ingår i släktet Thyridanthrax och familjen svävflugor. Inga underarter finns listade i Catalogue of Life.